# Mica (Washington)
Mica es un área no incorporada ubicada en el condado de Spokane en el estado estadounidense de Washington.

## Geografía
Mica se encuentra ubicado en las coordenadas 47°33′22″N 117°12′44″O / 47.55611, -117.21222.